# Pagyris radata
Pagyris radata är en fjärilsart som beskrevs av Gustav Weymer 1899. Pagyris radata ingår i släktet Pagyris och familjen praktfjärilar. Inga underarter finns listade i Catalogue of Life.